# باتريك كينيدي (سياسي)
باتريك كينيدي (بالإنجليزية: Patrick Kennedy)‏ (و. 1832 – 1895 م) هو سياسي، من كندا، توفي في مونتريال، عن عمر يناهز 63 عاماً.

## مناصب
تولى منصب عضو الجمعية الوطنية في كيبك ‏.